# Limunova baterija
Limunova baterija je jednostavna baterija. Često ju se izrađuje u obrazovne svrhe. Potreban je plod limuna, te dva predmeta od različitih kovina, žica i neki mali potrošač poput žaruljice ili LED diode. Limun služi kao kućište, jedan metalni predmet je jedna elektroda, a drugi metalni je druga elektroda. Poveže ih se žicom i u strujni krug se doda mali potrošač. Može se povezati nekoliko limuna pa je jači kapacitet baterije. Kovine u pokusu mogu biti cink, bakar, aluminij, željezo. Priručni predmeti koji mogu poslužiti za elektrode su novčić i čavao. Također se koristi i drugo voće i povrće za ovakvu bateriju, jer kiselina iz voća daje elektrolit, odnosno daje ulogu otopine iz akumulatora. Ta kiselina pomaže razbiti atomsku strukturu vodljivih materijala koji uzrokuju oslobađanje pojedinih elektrona. Bitno je da budu dva različita metala, jer u istoj vodljivoj otopini proizvode elektricitet. Čija od dvaju kovina bude reaktivnija, ta će lakše gubiti elektrone zbog čega će na toj elektrodi nastati oksidacija, pri čemu kovina davateljica gubi elektrone i ostaju ioni te kovine. Elektroni koje je kovina davateljica izgubila putuju zatvorenim strujnim krugom. Na manje reaktivnoj elektrodi zbiva se redukcija, odnosno ioni vodika iz kiseline iz voća ili povrća primaju ove elektrone te stvaraju plin vodik. Posljedica je pojava mjehurića plina na elektrodi manje reaktivnog metala. Mjehurići nastaju elektrode spojimo vodičem.